# Gurgy-le-Château
Gurgy-le-Château település Franciaországban, Côte-d’Or megyében. Lakosainak száma 45 fő (2022. január 1.). Gurgy-le-Château Gurgy-la-Ville, Buxerolles, Chambain, Faverolles-lès-Lucey, Lucey és Rouvres-sur-Aube községekkel határos.

## Népesség
A település népességének változása:
| Lakosok száma | 110  | 84   | 68   | 52   | 40   | 41   | 44   | 46   | 46   | 45   |
|               | 1968 | 1982 | 1990 | 2006 | 2013 | 2015 | 2017 | 2019 | 2020 | 2022 |